# Cirth

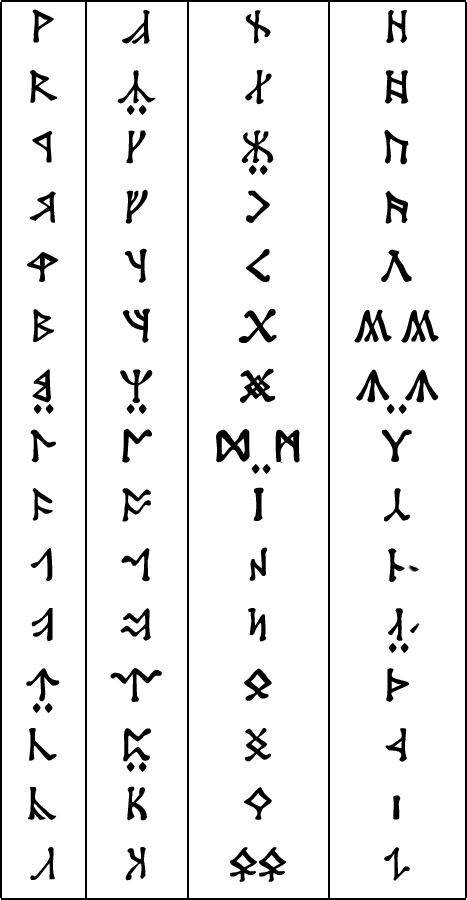
Aquesta taula amb les runes compartides per les Angerthas Daeron i les Angerthas
Mòria es presenta a l'Apèndix E dEl Senyor dels Anells. Algunes de les cirth tenien diferent valor en les llengües èlfiques i en les dels nans, i algunes només s'empraven en un o en l'altre sistema

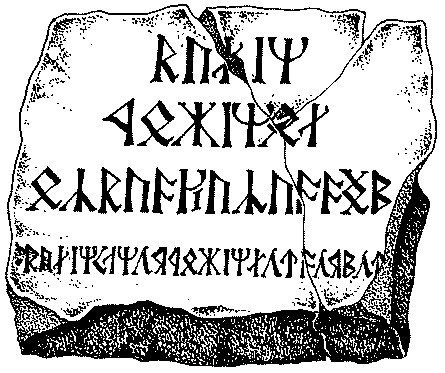
Exemple d'ús de les Angerthas Mòria a la inscripció de la tomba de Balin

Les cirth (en sindarin: runes) són un alfabet creat pel filòleg i escriptor J.R.R. Tolkien per al seu legendarium. Segons la mitologia de Tolkien aquest alfabet fou creat per Daeron de Dòriath a la Tercera Edat de l'empresonament de Mórgoth per a utilitzar-lo en les inscripcions.
Tot i que els Sindar no les empraren gaire fins a gairebé el final de la Primera Edat del Sol, foren adoptades pels Khazad (nans), que les van estendre per tota la Terra Mitjana.
Les cirth originals formaven un mode asistemàtic, igual que tots els seus derivats, com Angerthas Mòria, tret de les Angerthas Daeron.
Anomenades certhas en quenya i runes en oestron.
Les Angerthas Daeron consisteixen en 60 lletres:
| p        | p        | zh     | zh     | l             | l      | e     | e   |
| b        | b        | nj     | nj     | lh            | lh     | ē     | ē   |
| f        | f        | k      | k      | ng–nd         | ng–nd  | a     | a   |
| v        | v        | g      | g      | s–h           | s–h    | ā     | ā   |
| hw       | hw       | kh     | kh     | s–’           | s–’    | o     | o   |
| m        | m        | gh     | gh     | z–ŋ           | z–ŋ    | ō · ō | ō   |
| (mh), mb | (mh), mb | ŋ–n    | ŋ–n    | ng*           | ng*    | ö · ö | ö   |
| t        | t        | kw     | kw     | nd–nj · nd–nj | nd–nj  | n*    | n*  |
| d        | d        | gw     | gw     | i, (y)        | i, (y) | h–s   | h–s |
| th       | th       | khw    | khw    | y*            | y*     | * · * | *   |
| dh       | dh       | ghw, w | ghw, w | hy*           | hy*    | * · * | *   |
| n–r      | n–r      | ngw    | ngw    | u             | u      | ps*   | ps* |
| ch       | ch       | nw     | nw     | ū             | ū      | ts*   | ts* |
| j        | j        | r–j    | r–j    | w             | w      | +h    | +h  |
| sh       | sh       | rh–zh  | rh–zh  | ü · ü         | ü      | &     | &   |